# Пантюркизм
Пантюрки́зм, или просто тюрки́зм — светская националистическая доктрина, распространённая в государствах, населённых тюркскими народами, в основе которой лежат идеи о необходимости их политической консолидации на основе этнической, культурной и языковой общности. Сформировалась во второй половине XIX века.
Пантюркизм формировался как политическое движение национальной интеллигенции в Османской империи и дореволюционной России и основывался на идее языковой, религиозной и культурной общности тюркоязычных народов с целью создать из них тюркское государство «Великий Туран» в противовес наднациональным империям — Османской и Российской.
Однако тюркский национализм усилил развал Порты. Идеологическими противниками пантюркистов являются панисламисты.

## Терминология
В исследовательской литературе термин «пантюркизм» используется для описания политического, культурного и этнического единства всех тюркских народов, с приставкой «пан-» (от греч. πᾶν «все»).
Следует различать понятия «тюркский», как обозначение языкового, этнического и культурного отличия, и «турецкий», используемое для обозначения принадлежности к государству Турция или турецкому народу. Пантюркистские идеи и движения за воссоединение вновь стали популярными после распада Советского Союза в Центральной Азии и других тюрконаселённых регионах.
Как идеология пантюркизм окончательно сформировался к концу XIX века, и должен в связи с этим рассматриваться как аналог панславизма или пангерманизма.

### Энциклопедические определения
Определение пантюркизма в России, Болгарии, Армении, Греции, Китае и в некоторых других странах изобилует такими прилагательными, как «реакционный», «экспансивный», «ирредентистский» (требующий воссоединения всех тюркских земель) и т. д. Негативное определение пантюркизма было доминирующим на Западе в последние несколько десятилетий. В России ещё со времён Российской империи считалось, что идеология пантюркизма представляет угрозу и развивает национализм. Так, в толковом словаре Ушакова Д. Н. 1935—1940 написано: 

ПАНТЮРКИ́ЗМ, пантюркизма, мн. нет, муж. (полит.). Буржуазно-националистическое течение, направленное к объединению всех тюркских народностей в одно буржуазно-помещичье государство под гегемонией Турции; Пантюркизм используется в целях захватнической политики империалистическими государствами, орудием которых являются буржуазные реставраторы, враги народа в советских республиках.

Д. Е. Еремеев в Советской исторической энциклопедии.

ПАНТЮРКИЗМ
агрессивная расистская доктрина, согласно к-рой все народы, говорящие на тюркских языках, являются якобы одной нацией и должны объединиться под главенством Турции в единое, простирающееся от Балкан до Сибири гос-во Туран (отсюда применяемое иногда к П. назв. пантуранизм).
Д. Е. Еремеев в Большой советской энциклопедии писал, что 

…После Октябрьской революции 1917 в России многие контрреволюционеры Закавказья и Средней Азии выступали против Советской власти под знаменем Пантюркизма, но не нашли поддержки в народных массах…
Эта догма была превалирующей в советской историографии, идея пантюркизма была объявлена антисоветской и антинародной и объяснялась как «турецкая разновидность фашизма». В СССР пантюркизм определялся как национал-шовинистическая буржуазная идеология, согласно которой все народы, говорящие на тюркских языках, и прежде всего тюрки-мусульмане, являются якобы одной нацией и должны объединиться под главенством Турции в единое государство.
Некоторые российские исследователи начала XXI века указывают на то, что в российских энциклопедических изданиях последних десятилетий пантюркизм упоминается только вскользь, что говорит «о полной растерянности и капитуляции российской общественной мысли перед задачей объективного исследования этого феномена». В Большой российской энциклопедии пантюркизм описывается как:

светская националистическая доктрина, объявляющая все тюркоязычные народы одной нацией и призывающая к их консолидации в рамках единой державы… В конце XX— начале XXI века пантюркизм стал частью идеологии крайне правых кругов Турции и националистов в постсоветских республиках.

## История пантюркизма
Единство в языке, мыслях и делах (крымскотат. Tilde, fikirde, işte — birlik).
Идеология пантюркизма имеет более чем вековую историю и тесно связана с понятием «Туран», которое возникло как антипод «Ирана» — страны, где господствует персидская культура. Огромное пространство «Турана» к северу от Ирана, и от Кавказа до Саян, рассматривалось как прародина «туранских» народностей, к которым причислялись все этносы «урало-алтайской языковой семьи». При этом тюркский мир мыслился как ось этого обширного «Турана» — соответственно, пантюркизм выступал как концентрированное выражение более широкого и более расплывчатого туранизма. Изначально же «Тураном» в среднеперсидской литературе называлась страна, расположенная к северо-востоку от Ирана и населённая кочевыми иранскими племенами, однако уже в Средние века топоним приобрёл современное значение.
Во время правления Надир-шаха в империи Афшаридов, он неоднократно предлагал заключить союз между тремя пороховыми империями, обуславливая это тем, что все три империи были тюркскими. Однако правителей Османской империи и империи Великих Моголов это не заинтересовало, и после смерти Надира эту идею быстро забыли. По мнению современного историка Эрнеста Такера, эту идею называть пантюркизмом довольно грубо, ведь Надир предлагал не объединиться в одно огромное государство, а лишь заключить военный союз.

### Происхождение

#### В Российской империи
В 1804 году татарский богослов Габденнасыр Курсави, будучи джадидом, написал трактат, призывающий к модернизации ислама. Джадиды поощряли критическое мышление, поддерживали образование и выступали за равенство полов, выступали за терпимость к другим религиям, выступали за единство тюркской культуры и выступали за открытость культурному наследию Европы. Движение джадидов было основано в 1843 году в Казани (Российская империя). Его целью была реализация полусветской программы модернизации и образовательной реформы, которые подчёркивали бы национальную (а не религиозную) идентичность тюрков. При этом джадиды считали себя мусульманскими подданными Российской империи, убеждение, которого они придерживались до тех пор, пока движение джадидов не распалось.
Присоединившись к Ваисовскому движению, джадиды выступили за национальное освобождение.
В 1883 году в Бахчисарае (Крым) общетюркский российский общественный деятель, просветитель и публицист Исмаил Гаспринский начал издавать газету «Терджиман-Переводчикъ». Он первый, кто выдвинул и развивал идею просвещения и консолидации всех тюркских и славянских народов России, издавая газету на русском (кириллицей) и тюркском (арабицей) языках до 1905 года. После 1905 года газета выходила только на арабице. В очерке «Русско-восточное соглашение» И. Гаспринский высказал пожелание, чтобы «русские и мусульмане лучше и непосредственно изучали друг друга. Тогда они увидят, что кроме верования, всё остальное сближает и скрепляет их».
Самый ранний манифест пантюркистского национализма — «Три типа политики» (Üç tarz-ı siyaset, Och Tarzi Seyaset) — анонимно опубликовал в 1904 году татарин из Казани Юсуф Акчура. Он утверждал, что надэтнический союз, поддерживаемый османами, нереалистичен. У панисламской модели были преимущества, но мусульманское население находилось под колониальным правлением, которое противостояло объединению. Акчура пришёл к выводу, что этническая турецкая нация потребует развития национальной идентичности; пантюркистская империя откажется от Балкан и Восточной Европы в пользу Средней Азии. Первая публикация «Трёх типов политики» вызвала негативную реакцию, но после третьей публикации в 1911 году в Стамбуле она стала более влиятельной. Османская империя уступила свою африканскую территорию Королевству Италия и была накануне полной потери Балкан. Следовательно, пантюрксистский национализм стал более осуществимой (и популярной) политической стратегией.
После подавления Первой русской революции в 1907 году многие российские сторонники тюркского единства (Третье отделение называло их панисламистами) были высланы из страны и эмигрировали в Османскую империю.
В 1908 году вышла в свет статья азербайджанца Али Гусейнзаде «Turkuleshmek, Islamlashmak, Zamanlashmak» («Тюркизация, Исламизация, Модернизация»), в которой эти идеи получили дальнейшее развитие.
Газета «Переводчикъ-Терджиманъ» была закрыта большевиками в 1918 году и не издаётся по сей день. Первой женщиной редактором и журналистом среди российских тюрков стала жена И. Гаспринского мишарка из Симбирска Зухра Акчурина. Идея просвещения нашла отклик среди крымской, волжско-уральской, среднеазиатской и азербайджанской тюркской и русской интеллигенции и духовенства. Гаспринский также предпринял первые шаги в сторону унификации всех тюркских языков путём очищения упрощённой формы тогдашнего турецкого языка от персидских и арабских заимствований. По его замыслу, этот язык должен был стать единым языком всех тюркских народов мира. Идеи этого проекта Гаспринского легли в основу современного турецкого языка, сменившего османский язык при Мустафе Кемале Ататюрке.

#### В Османской империи
После приостановки действия Османской конституции 1876 года и преследований либеральной интеллигенции в 1878 году эмигранты из Константинополя в 1902 году начали издавать журнал Türk в Каире. Это было первое издание, в названии которого использовалось этническое обозначение. На его страницах обосновывалась идея пантюркизма как альтернативы исламизации.

##### Национализм против османской идеи
Младотурецкая пресса, оппозиционная к правящему в Константинополе османскому имперскому режиму, бурно развивалась с 1879 по 1907 г. В общей сложности в это время, по подсчётам советского исследователя А. Д. Желтякова, эмигранты издавали за пределами империи около 120 газет и журналов, в которых, наряду с выражением взглядов «новых османов», публиковались работы сторонников пантюркистской доктрины.
Новые идеологические течения отражали рост самосознания турок как представителей турецкой, а не османской нации. В итоге младотурецкая революция 1908 г., а затем и последовавшие за ней балканские войны, привели к развитию турецкого буржуазного национализма.
Наиболее ярким выразителем идей молодого общетюркского этноцентризма стал Зия Гёкальп (1876—1924). В противовес приверженцам панисламизма он обосновывал необходимость разделения светской и духовной власти и развития тюркской нации на основе достижений европейской цивилизации. Одним из условий достижения успеха на этом пути он считал объединение тюркоязычных народов в рамках единого государства. Подобные идеи получили широкую популярность в среде младотурок. Наиболее националистически настроенные их представители развили идеи Гёкальпа в пантюркистскую доктрину, которая требовала объединить под властью общетюркской демократии все тюркоязычные народы, призывала к ненасильственному отуречиванию или естественной ассимиляции национальных меньшинств в будущем.
В 1908 году в Османской Турции к власти пришел Комитет «Единение и прогресс», и империя приняла националистическую идеологию в противоположность мусульманской, восходящей к XVI веку, согласно которой султан являлся халифом своих мусульманских земель. Лидеры пантюркизма бежали из Российской империи и обосновались в Константинополе, где возникло сильное пантюркистское движение; турецкое пантюркистское движение росло и трансформировалось в националистическое, этнически ориентированное движение, стремившееся заменить халифат государством.
В 1911 году эмигрант из России Юсуф Акчура основал в Стамбуле газету-листовку «Тюрк юрду» («Турецкая Родина»). Это было самое важное тюркское издание того времени, «в котором, наряду с другими тюркскими изгнанниками из России, [Акчура] пытался привить сознание культурного единства всех тюркских народов мира».
В то же самое время видные турецкие авторы, такие как Зия Гёкальп и Халиде Эдиб Адывар, стали авторами романа «Ени Туран» (1912; «Новый Туран»), где в героической форме прославлялось прошлое и будущее «тюркской расы». Её символом стала волчица (см. Боз Гурд), которая была обозначена как мать нации и перед которой поклонялись тюрки перед до принятия ислама.
Деятельность интеллектуальной верхушки османского общества объективно способствовала просвещению народа и зарождению современной турецкой литературы на основе оформления литературного турецкого языка. В то же время необоснованное стремление тюркистов представлять интересы «всех турок» («тюрков») за пределами империи делало их идеологию агрессивной.
После Балканских войн 1912—1913 гг. от Османской империи отпали эти былые вассальные территории, а внутри страны рухнула доктрина османизма. Ей на смену и пришёл пантюркизм, в который вложили усилия и местные пропагандисты, и эмигранты-националисты из царской России. Последние призывали «освободить российских турок» от власти монархической православной власти.

##### Радикализация пантюркизма
Непомерные амбиции выходцев из России стали основанием для утверждений турецких и западноевропейских учёных о России как родине пантюркизма (Hostler, Sertel). Вклад тюркских эмигрантов из России в пропаганду пантюркизма признают их турецкие единомышленники. Советский исследователь Э. Ю. Гасанова считает, что «правильнее искать корни шовинистических, агрессивных пантечений в буржуазном национализме любой нации на местной почве, в двойственной природе национальной буржуазии. Что же касается роли внешних факторов, то особенно пагубно сказались на турецком национализме в силу сложившихся исторических условий западноевропейские расистские пантечения».

##### Первая мировая война и экспансионизм
Формирование турецкого национального самосознания, турецкого национального «Я» трансформировалось в воинствующий национализм.
Пантюркизм во многом подтолкнул Турцию вступить в Первую мировую войну, в которой для пантюркистов стояла задача осуществить экспансию на Восток. Однако идее «Великого Турана» мешал «армянский клин», разделявший Османскую империю и остальной тюркский мир. Массовая резня армян началась ещё в 1890-е годы, однако именно в 1915 г. пантюркистские лидеры организовали настоящий геноцид армянского населения как в Западной, так и в Восточной Армении под руководством государственных структур и по разработанному плану. Соответствующая задача была сформулирована и в турецко-германском договоре: «помощь Германии в расширении турецкой территории за счёт России таким образом, чтобы обеспечить непосредственное соприкосновение с мусульманским населением» (то есть завоевание русской Армении).
Лидеры комитета «Единение и прогресс» выступили организаторами геноцида армян, греков, ассирийцев, езидов и других немусульманских народов Османской империи. По приказу младотурецкого «триумвирата» было организовано уничтожение мирного армянского населения под прикрытием его «переселения» в бесплодные пустыни Сирии. Часть людей была уничтожена в Западной Армении, часть — по пути в «места переселения». В этом участвовали курдская полурегулярная конница «Хамидие», сформированные из уголовников отряды и подразделения жандармерии, якобы «охранявшие» колонны эмигрантов. В результате геноцида погибло до полутора миллионов армян.
Под удар пантюркистов попали и греки. «Во время мировой войны греки Малой Азии тоже тяжело пострадали от жестокостей турок — сотни тысяч греков были хладнокровно вырезаны в годы войны и ещё больше было согнано с насиженных мест», — признавал британский политик Д. Ллойд Джордж.
Пантюркизм стал одним из элементов идеологии младотурок, вследствие чего османское правительство оказывало помощь различным националистическим движениям в Средней Азии в период гражданской войны 1918—1921 в России.
Значительным деятелем раннего пантюркизма стал Энвер-паша (1881—1922), военный министр Османской империи и исполняющий обязанности главнокомандующего во время Первой мировой войны. Позже он стал лидером басмаческого движения (1916—1934) против России, а затем советской власти в Средней Азии.

#### Турецкая республика
После падения Османской империи некоторые из младотурок пытались заменить многокультурную и многоэтническую империю Турецким содружеством. Однако такие лидеры, как Мустафа Кемаль Ататюрк, признали, что такая цель невозможна, заменив пантюркистский идеализм формой национализма, направленной на сохранение существования анатолийского ядра.
В 1923 году турецкий журналист Зия Гёкальп издал книгу «Основные принципы тюркизма», которая стала последним и довольно весомым вкладом в идеологию пантюркизма. После так называемой «кемалистской революции» идеи пантюркизма были на долгое время забыты официальной идеологией Турции, так как Мустафа Кемаль Ататюрк взял курс на перестройку страны в «западном» стиле. Пантюркизм и панисламизм были запрещены, однако сформулированные ими идеи продолжали развиваться.
Прибывшие из России пантюркисты и панисламисты, такие как Гаяз Исхаки и Эмин-бек Расулзаде, призывали «освободить порабощённые большевизмом» тюркские народы, разделив Россию на отдельные «республики наций»: Азербайджан, Крым, Туркестан, Волжско-Уральский штат. «Остальные республики не нужны», — писал Исхаков в 1929 г. в статье «О будущности России», — они являются «болячками сепаратизма отдельных племён, раздуваемого красными урусами Москвы».
Возрождение идей пантюркизма произошло после смерти Ататюрка в 1938 году.
После вступления Турции в НАТО идеи пантюркизма вновь обрели актуальность как средство идеологической борьбы против СССР, с целью оторвать от него республики Средней Азии и Азербайджан. Премьер-министр Ш. Сараджоглу явно поощрял пропаганду пантюркистских идей.
18 января 1941 года в Анкаре был подписан десятилетний Германо-турецкий договор о дружбе. Официальные и полуофициальные встречи между послом Германии Францем фон Папеном и другими официальными лицами Германии и Турции, в том числе генералом Х. Э. Эркилетом (татарского происхождения, он был частым автором пантюркистских журналов), имели место во второй половине 1941 г. и в первые месяцы. 1942 г. Среди турецких официальных лиц были генерал Али Фуад Эрдем и Нури-паша, брат Энвер-паши.
Сообщения о распаде СССР в Турции вызвали ликование в декабре 1991 г., а тогдашний президент Тургут Озал объявил о наступлении «столетия турок». Немало сторонников «Великого Турана» нашлось в новообразованных тюрко-мусульманских республиках, где были надежды обрести помощь нового «старшего брата» вместо СССР. При этом пантюркистская идея не отвечала кемалистскому принципу национализма, который «дистанцировался от расового национализма и пантюркизма, и понимался как идеология политической нации в границах Турецкой Республики (а не тюркской этнической нации, как это было особенно у пантюркистов)».
Турция получила широкие возможности влияния, однако развитие сотрудничества пошло прежде всего с Россией, имевшей более ёмкий рынок.

#### Ассамблея тюркских народов
Распад СССР в 1991 году создал условия для восстановления пантюркского движения. Турция более не была единственным тюркским государством, появились независимые государства Узбекистан, Азербайджан, Туркменистан, Киргизия и Казахстан. В том же году в Казани была учреждена Ассамблея тюркских народов (АТН) — событие, ставшей важной вехой в истории пантюркизма, потому что это отмечает начало организованной фазы движения: Ассамблея тюркских народов — первая пантюркская организация; она регулярно проводит встречи в столицах тюркских государств, и состав её членов представляет большинство тюркских этносов и субэтносов (этнических групп) в общетюркском суперэтносе планеты Земля.
В настоящее время идеи пантюркизма наиболее влиятельны в Турции и Азербайджане.

## Пантюркизм, Россия и СССР
До Первой мировой войны агрессивный пантюркизм имел только одного главного противника — Россию. При этом он мог рассчитывать на сочувствие её недругов, а возможно, и некоторых её друзей.
Политическая программа пантюркизма вызывает опасения в столицах тех стран, которые граничат с тюркскими государствами, а также тех, где есть тюркские меньшинства.

### Пантюркизм и борьба против СССР
В межвоенный период обвинения в пантюркизме послужили основой для уголовного преследования ряда государственных деятелей и учёных, придерживавшихся подобных взглядов. Документы ЦК КПСС называют цифру 361 человек, подвергнутых репрессиям таким образом. В 30-е и 40-е годы XX века многие выдающиеся учёные, исследовавшие в СССР тюркскую культуру, были репрессированы. Так, по ложным обвинениям в шпионаже были расстреляны профессор Чобан-заде (1937), профессор Поливанов (1938), академик АН СССР Самойлович (1938) и многие другие.
Нацистская Германия стремилась использовать пантюркизм в качестве рычага давления на СССР во время Второй мировой войны. Развитие пантюркистской и антисоветской идеологии находилось в этот период под влиянием нацистской пропаганды.
Несколько пантюркистских групп в Европе, очевидно, были связаны с нацистской Германией (или её сторонниками) в начале войны, если не раньше. Татары в Румынии сотрудничали с националистической, фашистской Железной гвардией.

#### Роль Турции
«В ходе Второй мировой войны различные круги в Турции впитывали нацистскую пропаганду, они были прогерманскими и восхищались нацизмом, который они восприняли как доктрину воинственного динамизма и источник национального вдохновения, на котором они могли базировать свою пантюркистскую и антисоветскую идеологию», — указывал политолог Я. Ландау. Некоторые источники утверждают, что идеолог пантюркизма Нихаль Атсыз защищал нацистские доктрины и носил причёску и усики «под Гитлера». Другой видный пантюркист Алпарслан Тюркеш во время войны также занимал прогитлеровскую позицию и установил тесные связи с нацистскими лидерами в Германии.
Пропаганда пантюркизма велась в прессе. Так, в июле 1941 года журнал «Бозкурт» («Серый волк») одноимённого тайного пантюркистского общества проиллюстрировал статью «Тюркизм идёт» картой «Великой Турции», в которую включили Крым, Закавказье, Северный Кавказ, Поволжье, Среднюю Азию и часть Сибири. Турок готовили ко вступлению в войну во имя претворения в жизнь «национального идеала»: создания «Великого Турана». Посол Третьего рейха Ф. фон Папен доносил, что «турецкие правительственные круги всё больше начинают заниматься судьбой своих соотечественников, находящихся по ту сторону турецко-русской границы, и особенно судьбой азербайджанских турок. В этих кругах, по-видимому, склонны возвратиться к событиям 1918 г. и хотят присоединить к себе эту область, особенно ценнейшие бакинские месторождения нефти».
Хотя архивы турецкого правительства, относящиеся ко времени Второй мировой войны, не были рассекречены, уровень контактов можно установить по немецким архивам.
К осени 1942 года Турция сосредоточила на кавказской границе с СССР около полумиллиона солдат. Премьер-министр Турции Сараджоглу 27 августа 1942 года заявил послу Германии Францу фон Папену: «Уничтожение России является подвигом фюрера, равный которому может быть совершён раз в столетие; оно является также вековой мечтой турецкого народа… Русская проблема может быть решена Германией, только если будет убита, по крайней мере, половина всех живущих в России русских, если впредь будут раз и навсегда изъяты из-под русского влияния русифицированные области, населенные национальными меньшинствами…». Глава турецкого правительства рассчитывал на расширение турецких владений за счёт Советского Союза, с позволения великой Германии. Только поражение гитлеровской Германии под Сталинградом остудило этот пыл.

#### Пантюркистские легионы Третьего рейха
Гитлеровцы «использовали пантюркистские устремления для сформирования военных подразделений из советских военнопленных тюркских национальностей». «Турецкие эмиссары разъезжали по немецким лагерям для советских военнопленных и пытались склонить тюркоязычных советских граждан к предательским действиям против своей родины», пишет историк А. Д. Новичев.
Во время Второй мировой войны нацисты основали Туркестанский легион, который имел идеологию создания центральноазиатского государства под крылом Третьего рейха.

#### Пантюркизм и НАТО
Во времена Советского Союза странами блока НАТО пантюркизм использовался в качестве идеологии, способной конкурировать с коммунистической на территории республик Средней Азии и Азербайджана. До настоящего времени Россия негативно относится к поддержке правительством Турции пантюркистских идей. Москва считает, что «пантюркизм» несёт в себе угрозу торговым и стратегическим российским интересам в бывших республиках СССР и угрожает целостности самой России.

## Организация тюркских государств
3 октября 2009 года в азербайджанском Нахичеване был образован Тюркский совет, в который вошли Турция, Азербайджан, Казахстан и Киргизия — 4 из 6 независимых тюркских государств. Туркменистан и Узбекистан первоначально не вошли в состав совета, так как Туркменистан является нейтральным государством, а Узбекистан имел достаточно натянутые отношения с Турцией.
Для единого флага взяты символы всех 4 государств: солнце из флага Киргизии, звезда — Азербайджана, полумесяц — Турции, цвет — Казахстана. Флаг был принят в 2012 году. Он является вторым обязательным флагом после национальных. Все эти элементы, как правило, встречаются и на флагах других тюркских государств.
20 октября и 21 октября 2011 года в Алма-Ате прошёл первый саммит.
В 2018 году Венгрия получила статус наблюдателя совета (см. Венгерский туранизм).
В 2019 году Узбекистан стал полноправным членом совета.
12 ноября 2021 года совет на VIII саммите был переименован в Организацию тюркских государств. Туркменистан получил статус наблюдателя на этом же саммите.
В 2022 году Северный Кипр получил статус наблюдателя в организации.

## Связи между тюркскими государствами
Турция является одним из самых активных игроков на арене тюркского мира, а её деятельность во многом определена сетью тюркских организаций, посредством которых проводится масштабная пропаганда националистических идей государства за рубежом.
Осенью 2006 года в Анталье состоялись 10-й по счету Международный тюркский курултай, в работе которого приняли участие около 600 делегатов — общественных и государственных деятелей из различных стран, и 8-й саммит тюркоязычных государств.
В совместной декларации содержались такие постановления, как «призыв к выработке общей политики тюркских государств в отношении ситуации в Афганистане, Ираке, Палестине и Ливане (которая оценивается как складывающаяся негативно), в урегулировании кипрской и карабахской проблем.
Кроме того, страны — участники саммита обязались взаимно поддерживать друг друга в достижении ими таких внешнеполитических целей, как председательство Казахстана в ОБСЕ в 2009 году, вступление Турции в ЕС, избрание Турции, Казахстана и Киргизии в непостоянные члены Совета Безопасности ООН. В ходе саммита президент Азербайджана Ильхам Алиев сказал, что «проблема одного тюркского государства должна быть проблемой и для другого тюркского государства».
В 2021 году на базе Тюркского совета была создана Организация тюркских государств, в которую помимо первоначальных членов Тюркского совета вошёл Узбекистан.
Тюркское культурно-образовательное объединение вызывает противодействие со стороны крупных государств с тюркскими национальными меньшинствами — России, Ирана и Китая. Испытывая определённые трудности, связанные с языковыми и культурно-историческими барьерами, эти страны тем не менее существенно усилили своё военно-политическое и экономическое влияние, в особенности в центральноазиатском регионе.

## Тюркистские организации
- Младотурки (тур. Jöntürkler) — политическое движение в Османской империи, которое начиная с 1876 года пыталось провести либеральные реформы и создать конституционное государственное устройство. Младотуркам удалось свергнуть султана Абдул-Хамида II (1908) и провести прозападные реформы.
- Кемализм — идеология турецкого национализма, выдвинутая Кемалем. Поныне считается официальной идеологией Турецкой Республики.
- Партия национального действия (Турция) — (тур. Milliyetçi Hareket Partisi, MHP) — националистическая ультраправая консервативная партия[44][45] в Турции.
- Республиканская народная партия (Турция) — (тур. Cumhuriyet Halk Partisi) — старейшая политическая партия Турецкой Республики, занимает левоцентристские позиции. Используется аббревиатура РНП (CHP).
- Организация Эргенекон — турецкая ультра-национальная организация. Представляет собой тайную организацию кемалистского направления, членами которой являются некоторые высокопоставленные руководители внутри вооружённых сил и органов безопасности Турции.
- Организация Бозкурт — (тур. Bozkurtlar или тур. Bozkurtçular, настоящее название — тур. Ülkücülük «идеализм») — праворадикальное пан-тюркское формирование, военизированное молодёжное крыло националистической партии «Партия национального действия». 7 мая 2018 года в городе Антакья пантюркисты этой организации устроили небольшую резню арабского населения, в итоге были убиты 35 человек.
- Национал-демократическая партия Азербайджана — политическая партия Азербайджана, политическая программа партии близка к программе организации Бозкурт, иногда её даже считают отделением организации «Бозкурт» в Азербайджане.

## Территория расселения тюркских народов
Территории государств и автономных образований с языком, принадлежащим к тюркской семье, в качестве официального.
Государства (карта)

- Азербайджан
- Казахстан
- Киргизия
- Северный Кипр
- Турция
- Туркменистан
- Узбекистан

Автономные образования (карта)
- Восточный Туркестан (Синьцзян-Уйгурский автономный район, Китай)
- Или-Казахский автономный округ (Китай)
- Баркёль-Казахский автономный уезд (Китай)
- Моры-Казахский автономный уезд (Китай)
- Кызылсу-Киргизский автономный округ (Китай)
- Аксай-Казахский автономный уезд (Китай)
- Сюньхуа-Саларский автономный уезд (Китай)
- Цзишишань-Баоань-Дунсян-Саларский автономный уезд (Китай)
- Дацюань-Татарская национальная волость (Китай)
- Республика Каракалпакстан (Узбекистан)
- Республика Алтай (Россия)
- Республика Башкортостан (Россия)
- Республика Дагестан (Россия)
- Кабардино-Балкарская Республика (Россия)
- Карачаево-Черкесская Республика (Россия)
- Крым (Россия/Украина)
- Республика Хакасия (Россия)
- Республика Саха (Россия)
- Республика Татарстан (Россия)
- Республика Тыва (Россия)
- Чувашская Республика (Россия)
- Гагаузия (Молдавия)

территории областей с языком, принадлежащим к тюркской группе, на котором говорит большинство населения (карта)

- Западный Азербайджан (Иран)
- Восточный Азербайджан (Иран)
- Ардебиль (Иран)
- Зенджан (Иран)
- Баян-Улгий (Монголия)

территории областей с языком, принадлежащим к тюркской группе, на котором говорит меньшинство населения (от 50 тыс. до 3 млн чел.; карта)

- Босния
- Болгария
- Грузия
- Греция
- Ирак
- Румыния
- Северная Македония
- Сирия
- Таджикистан
- Украина
- Венгрия